# Emérico Hirschl
Pour les articles homonymes, voir Hirschl.
Emérico Hirschl (aussi appelé Américo Hirschl), né Imre Hirschl le 11 juin 1900 en Autriche-Hongrie et mort le 23 septembre 1973 en Uruguay, est un joueur et un entraîneur de football hongrois.

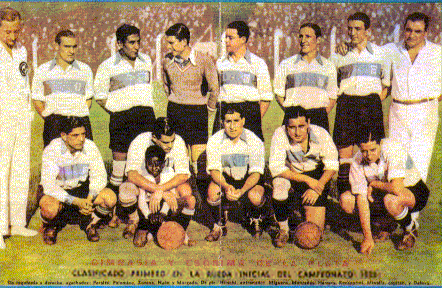
Photo de l'équipe surnommée lExpresso (1933). Hirschl à droite.

Hirschl débarque en 1932 en Argentine, où il devient au Club de Gimnasia y Esgrima La Plata le premier entraîneur étranger du championnat professionnel argentin. Son équipe, surnommée l'Expresso, se bat pour le titre lors de la saison 1933, ce qui attire l’attention des dirigeants de River Plate où il signe en 1935 et qu'il mène au titre en 1936 et 1937.
Il poursuit d'abord sa carrière en Argentine, en retournant à La Plata, au Rosario Central, à San Lorenzo de Almagro et à Banfield, avant de signer au Esporte Clube Cruzeiro du Porto Alegre (RS), au Brésil, en 1945, puis de rejoindre le Club Atlético Peñarol, dont il dirige de 1949 à 1951 l'équipe surnommée la Máquina, championne d'Uruguay en 1949 et 1951.
Il termine sa carrière sur deux dernières piges au Peñarol en 1956 et à River Plate en 1961.